# Socialistes per la República
Socialistes per la República és un fòrum de reflexió cooperativa que té per objectiu construir la República Catalana des del socialisme social, el republicanisme d'esquerres i els drets humans. El col·lectiu va presentar el manifest fundacional el 5 de setembre de 2018 a l'Hospitalet de Llobregat. L'acte va comptar amb la intervenció d'Albert Alfaro, Marina Alonso, Joan Alginet, Toni Comín, Gabriel Fernández, Jordi Fortuny, Jordina Freixenet, Ernest Maragall, Elisenda Pérez, José Rodríguez i Marina Sánchez i la presència d'una seixantena de persones entre els quals hi havia Pere Almeda i Pere Aragonès.